# 上領頼武
上領 頼武（かみりょう よりたけ）は、戦国時代の武将。吉見氏の家臣。父は上領氏第7代当主の上領頼規。

## 生涯
天文23年（1554年）、石見の国人・吉見氏の庶流である上領氏第7代当主・上領頼規の嫡男として生まれ、父と共に三本松城の守備についた。
永禄12年（1569年）7月、吉川元春や小早川隆景が率いる毛利軍と大友氏の戦い（多々良浜の戦い）が北九州で続く中、尼子勝久や山中幸盛らの尼子氏再興軍が出雲国へ侵入し、さらに同年10月11日に大友宗麟の客将だった大内輝弘が宗麟の後援を受けて周防国へ侵攻した（大内輝弘の乱）。
大内輝弘は翌10月12日に秋穂から山口へ進軍し、僅かな兵を率いて平野口を守る井上就貞を糸根峠で討ち取って山口に侵入。築山の大内氏館に在陣した輝弘は、城将・市川経好が九州出征中で不在の高嶺城を攻撃した。高嶺城には内藤就藤、山県元重、竺雲恵心らが僅か百余人の主兵を率いて籠城し、市川経好の妻も甲冑を着用して籠城に加わった。高嶺城攻略に手こずった輝弘は、山口の市街に火を放って高嶺城への示威を試みた。この事態に対し吉見家中では、九州出征中の吉見正頼に代わって、伊藤実信や吉賀頼貞らに加えて、上領頼規・頼武父子が、高嶺城を救うため津和野から南下して山口に進撃した。
翌10月13日、吉見軍は宮野口の仁保の杖坂において大内輝弘家臣の城井小次郎と戦ったが、この戦いで頼武は伊藤実信と共に戦死した。享年16。頼武には子が居らず、父・頼規の弟である頼定（後の赤木行定）が頼規の養子となり、後継となった。